# منگنوسن
منگنوسن (انگلیسی: Manganocene) یک ترکیب آلی فلزی حاوی فلز منگنز با فرمول شیمیایی [Mn(C5H5)2]n است. این ماده خاصیت گرمارنگی دارد.